# 阿里·哈比卜·马哈茂德
阿里·哈比卜·马哈茂德中将（阿拉伯语：‎，1939年1月1日—2020年3月20日）是叙利亚军官和政治人物，于2009年6月至2011年8月担任叙利亞国防部长。他是巴沙尔·阿萨德政权的核心成员之一。

## 早年生活与教育
1939年，阿里·哈比卜·马哈茂德生于叙利亚海滨城市塔尔图斯，于1959年加入了军队。1962年他毕业于军事学院，成为一名军官。

## 职业生涯
马哈茂德于1973年参加了阿拉伯国家反对以色列的斋月战争（即第四次中东战争）。1982年他参加了反抗以军入侵黎巴嫩的第五次中东战争，他是苏丹雅库卜战役的叙方指挥官，率领叙军重创了以军，从此扶摇直上，于1986年晋升为准将。
在1990年，马哈茂德被派往沙特阿拉伯参加解放伊拉克萨达姆·侯赛因政权占领下的科威特的海湾战争国际盟军，领导盟军内部的叙利亚部队，听命于盟军司令、沙特国防军司令哈立德·本·苏尔坦·本·阿卜杜勒-阿齐兹·阿勒沙特中将。海湾战争结束后他回到大马士革，并于1994年被任命为特种部队司令，1998年晋升少将军衔。2002年他被任命为叙武装力量副总参谋长暨陆军副参谋长，2004年5月12日升任叙武装力量总参谋长暨陆军参谋长，接替成为国防部长的原总参谋长哈桑·图尔克马尼中将。2005年驻黎巴嫩叙军在美国压力下开始撤回国内，作为叙军总参谋长的马哈茂德曾与黎军司令召开联合会议商讨撤军事宜。此外，他还是阿拉伯复兴社会党党员，是复兴党内军队的代表人物之一。
2009年6月3日，叙利亚总统巴沙尔·阿萨德任命马哈茂德为叙国防部部长兼武装力量副总司令，再次接替于同一日卸任的原国防部长哈桑·图尔克马尼中将。

## 叙内战中的角色及传言
2011年叙利亚国内动乱开始时，马哈茂德仍旧是国防部长。同年5月，美国指控他在叙国内动乱中严重侵犯了示威抗议民众的人权，对他下达了旅行禁令并予以资产冻结的制裁。同年8月，巴沙尔总统任命武装力量总参谋长暨陆军参谋长达乌德·拉吉哈中将接替他担任国防部长。
有报道称叙利亚反对派一直在关注马哈茂德，因为他是一位备受尊敬的职业军人，战功卓著，而且与在动乱中参与主要镇压行动的叙安全部门甚少或没有联系。另外，他被认为与其他阿拉伯国家领导人关系牢固，他的国际前景是一笔难得的资产，所以反对派想拉拢他。
叙利亚内战发展到2012年时，马哈茂德忽然失踪，有传言说他已经死亡。马哈茂德的死亡传言被认为是巴沙尔总统的阿拉维少数派政权分崩离析的表现。
2013年9月，反对派宣称他已经叛逃到了土耳其，不过叙官方对此否认。

## 个人生活
马哈茂德已婚，有四个孩子。